# Puya dyckioides
Puya dyckioides là một loài thực vật có hoa trong họ Bromeliaceae. Loài này được (Baker) Mez miêu tả khoa học đầu tiên năm 1896.

## Hình ảnh

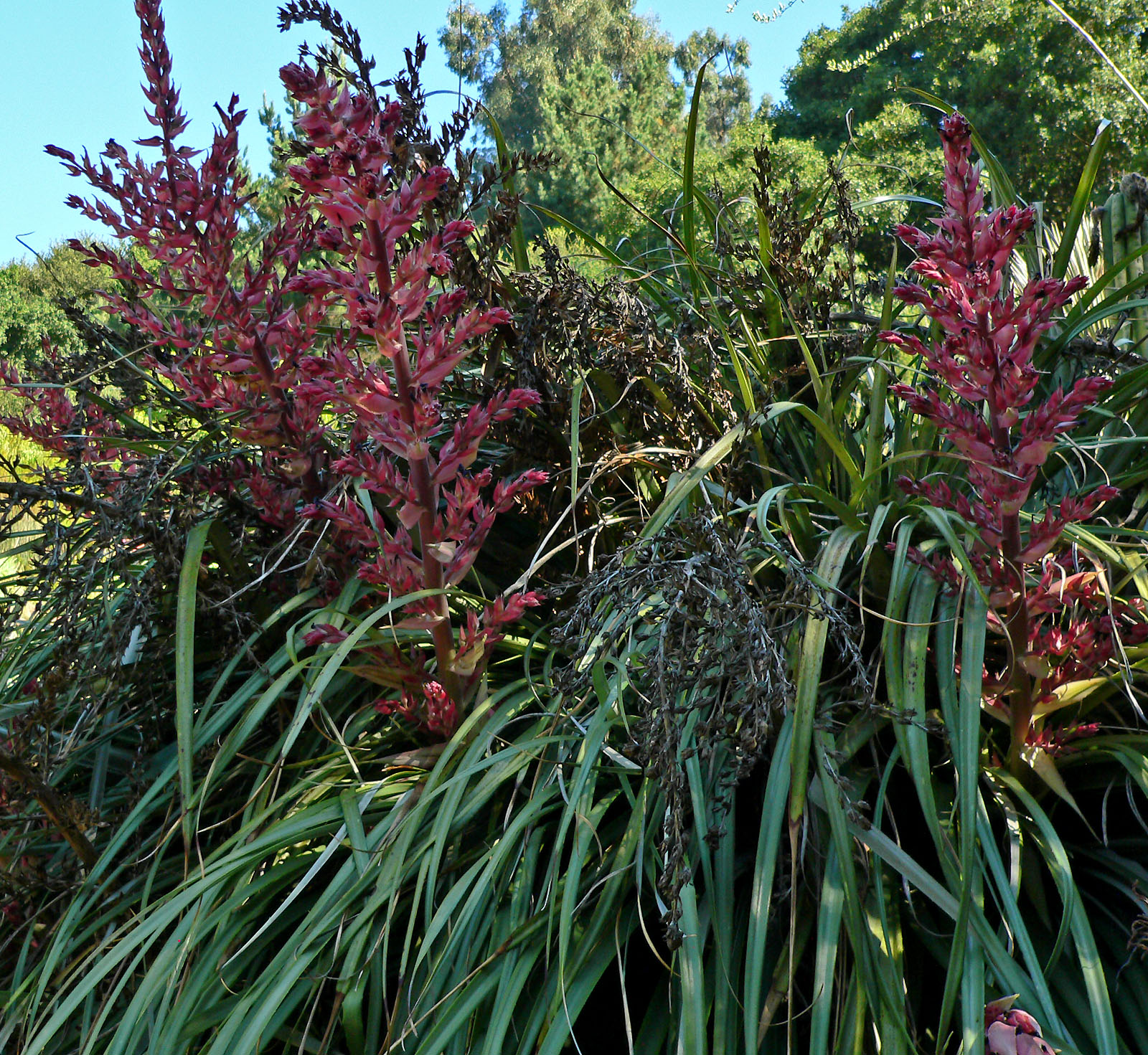
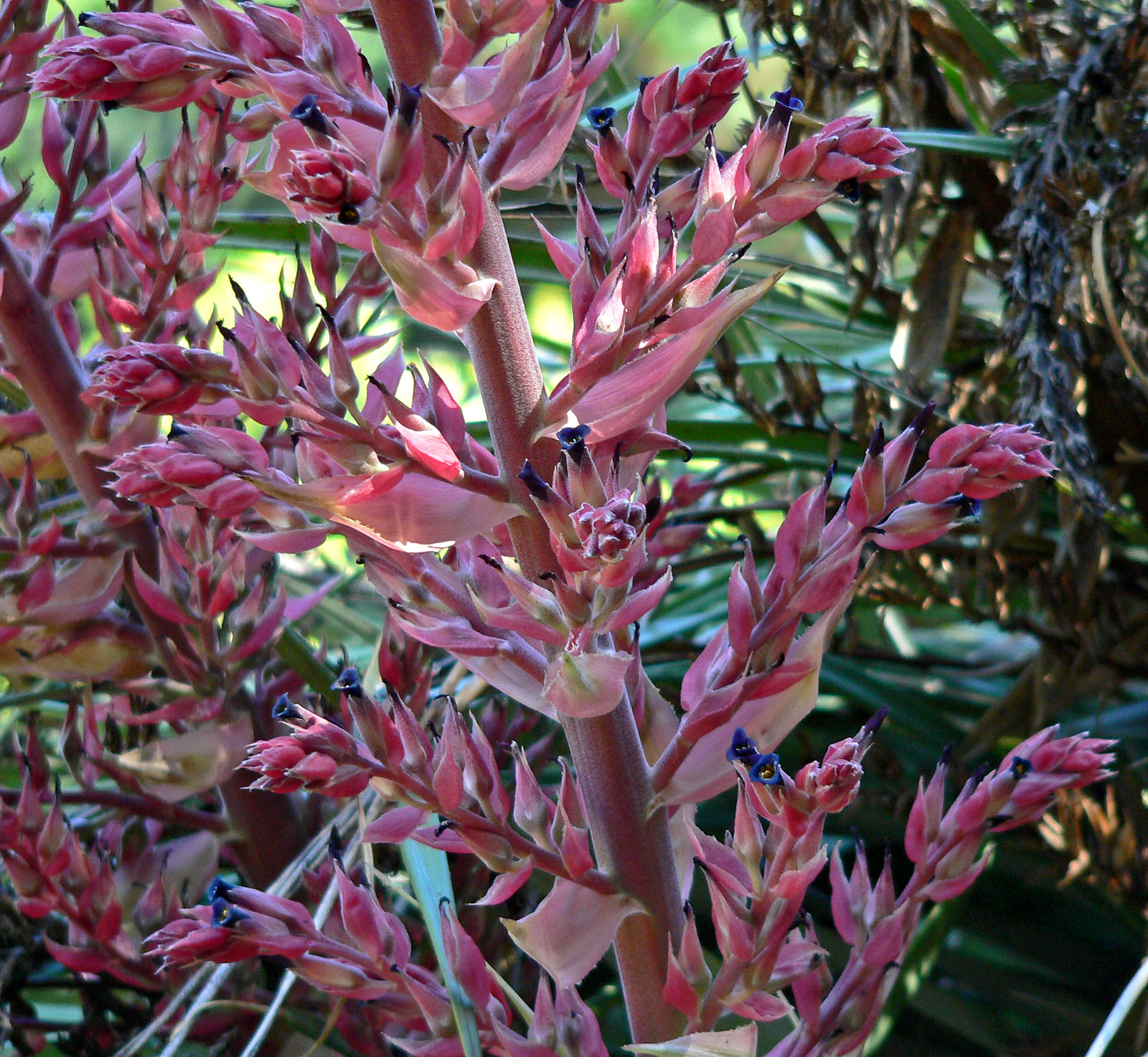